# Ipomoea lottiae
Ipomoea lottiae es una especie fanerógama de la familia Convolvulaceae.

## Clasificación y descripción de la especie
Planta voluble, herbácea a leñosa; tallo ramificado, glabro; hoja ovada o trilobada, de 2.8 a 7.2 cm de largo, de 3 a 5.5 cm de ancho, ápice agudo a obtuso, base cordada a subtruncada, glabra o finamente pilosa con pelos en el envés; inflorescencia con 1 a 7 flores; sépalos desiguales, elípticos a ovados, de 6 a 7 mm de largo, los interiores más grandes, coriáceos, glabros; corola subhipocraterimorfa, de 2 a 3 cm de largo, tubo recto, blanca; el fruto es una cápsula cónica, con 4 semillas, elipsoides, 3-anguladas, de 4.5 a 6 mm de largo, con pelos blancos, hasta de 7 mm de largo.

## Distribución de la especie
Es una especie endémica del occidente de México, prácticamente donde comienza la Sierra Madre del Sur, en los estados de Jalisco, Michoacán y Guerrero.

## Ambiente terrestre
Se desarrolla en bosque tropical caducifolio y subcaducifolio, en altitudes que oscilan entre 100 y 300 m s.n.m. Florece en agosto y septiembre.

## Estado de conservación
No se encuentra bajo ningún estatus de protección.